# 双东街道
双东街道是中华人民共和国广东省云浮市罗定市下辖的一个街道办事处。

## 行政区划
双东街道下辖以下村级行政区划单位：
双东社区、双东村、龙凤村、以民村、大同村、陈皮村、六竹村、大众村和白荷村。